# Kuningas Lear
Kuningas Lear (deutscher Titel: König Lear) ist eine Oper in zwei Akten von Aulis Sallinen (Musik) mit einem eigenen Libretto nach Matti Rossis finnischer Übersetzung von William Shakespeares Schauspiel König Lear. Die Uraufführung fand am 15. September 2000 in der Finnischen Nationaloper in Helsinki statt.

## Handlung

### Erster Akt
Prolog. Das Lied des Narren. Der Narr stellt dem Publikum den alten König Lear und dessen drei Töchter vor und weist auf den Inhalt seines Liedes hin, in dem ein König zum Narren werde.
Szene 1. Lears Palast. Um sein Erbe zu klären, teilt der alte König Lear noch zu Lebzeiten sein Reich unter seinen drei Töchtern Goneril, Regan und Cordelia auf. Diejenige, die ihn am meisten liebt, soll den größten Anteil erhalten. Der Reihe nach müssen sie über die Art ihrer töchterlichen Liebe Auskunft geben. Nachdem Goneril und Regan sich gegenseitig in geheuchelten Schmeicheleien überboten haben, bleibt die jüngste Tochter Cordelia ehrlich und erklärt, dass sie ihre Liebe nicht in Worte fassen könne. Sie liebe ihn wie ein Kind seinen Vater und werde ihm immer gehorchen, ihn lieben und ehren. Später werde sie aber ihre Liebe zwischen ihm und ihrem Ehemann aufteilen. Lear verstößt sie wütend und überantwortet ihren Erbteil den beiden älteren Töchtern. Anschließend verkündet er Gonerils und Regans Ehemännern Albany und Cornwall seine Entscheidung, ihnen das Reich zu überlassen. Er will lediglich ein Gefolge aus 100 Rittern behalten. Cordelias Verlobter, der König von Frankreich, trifft ein. Er steht trotz ihrer Enterbung weiterhin zu Cordelia und reist mit ihr zusammen ab. Die alleine zurückgebliebenen Schwestern unterhalten sich zynisch über ihren ihrer Meinung nach unzurechnungsfähigen Vater. Sie wollen seine verbliebene Macht weiter einschränken.
Szene 2. Gloucesters Schloss. Edmund, der illegitime Sohn des Earls von Gloucester, kann nicht akzeptieren, dass er im Vergleich mit seinem älteren und rechtmäßigen Bruder Edgar benachteiligt ist. Er beschließt, dessen Erbe durch eine Intrige an sich zu reißen. Mit einem gefälschten Brief überzeugt er seinen Vater davon, dass Edgar an einem Komplott gegen ihn beteiligt sei. Gloucester bezweifelt das zunächst und fordert Edmund auf, mehr über die Hintergründe herauszufinden. Edmund warnt Edgar nun vor dem Zorn des Vaters und überredet ihn zur Flucht. Anschließend fügt er sich selbst eine Verwundung zu und behauptet, dass Edgar ihn angegriffen habe, weil er sich nicht an dem Mordplan gegen ihren Vater beteiligen wollte. Gloucester lässt sofort nach Edgar suchen und erklärt Edmund zu seinem Erben.
Szene 3. Wald. Nachdem Edgar seinen Verfolgern entkommen ist, indem er sich in einem hohlen Baum versteckte, verkleidet er sich als Bettler. Er nennt sich fortan Tom Turlygood, der „arme Tom“.
Szene 4. Cornwalls Schloss. Lear lebt mit seinem Gefolge im Schloss seiner Tochter Regan und dessen Mann Cornwall. Regan ärgert sich immer mehr über sein Verhalten. Zudem schlägt sein Gefolge über die Stränge. Die Ritter wiederum weisen Lear darauf hin, wie respektlos ihn seine Tochter behandle. Auch der Narr gibt ihm zu verstehen, dass er sich selbst zum Narren gemacht habe. Regan fordert Lear nachdrücklich auf, sein Gefolge weiter zu reduzieren. Lear lehnt das ab. Er verflucht Regan und hofft, bei Goneril eine bessere Aufnahme zu finden. Diese jedoch hält zu ihrer Schwester und fordert ihren Vater auf, sich bei ihr zu entschuldigen. Sie ist auch nicht bereit, ihn mitsamt seinem Gefolge in ihrem Schloss aufzunehmen. Erst behauptet sie, sie habe nur Platz für 25 seiner Männer, dann will sie überhaupt keine Ritter mehr dulden. Lear verflucht beide Töchter und geht wütend hinaus. Da bricht ein Sturm aus, und die Schlosstore werden verschlossen.

### Zweiter Akt
Szene 5. Gloucesters Schloss. Gloucester beklagt sich bei Edmund darüber, dass er in seinem eigenen Schloss schikaniert wurde, nachdem er seine fortgesetzte Treue zu König Lear bekundet hatte. Er vertraut seinem Sohn einen Brief über die Landung der französischen Armee an. Edmund sieht daran eine Gelegenheit, seinen Vater endgültig zu vernichten. Er gibt den Brief an Cornwall weiter.
Szene 6. Wald. Lear hat inzwischen den Verstand verloren. Er wandert zusammen mit dem Narren ziellos im Wald umher, wo er auf den Armen Tom, d. h. den als Bettler verkleideten Edgar, trifft. Lear will gerichtlich gegen seine Töchter vorgehen.
Szene 7. Albanys Schloss. Gonerils Mann Albany ist entsetzt über das Verhalten der Schwestern Lear gegenüber. Er versteht nicht, warum sein Schwager Cornwall das zugelassen hat. Goneril, die längst ein heimliches Verhältnis mit Edmund hat, wirft ihrem Mann Schwäche gegenüber der französischen Bedrohung vor. Da berichten Boten, dass Cornwall von seinem eigenen Diener erschlagen wurde, als er und Regan Gloucester blendeten, dem sie Spionage für Frankreich vorwarfen. Albany beschließt, Gloucester zu unterstützen und zu rächen. Goneril hingegen befürchtet, dass Regan, die nun Witwe ist, ihr Edmund ausspannen könnte.
Szene 8. Wald. Auch der geblendete Gloucester irrt durch die Gegend. Er begegnet seinem verkleideten Sohn Edgar, den er nicht erkennt, und bittet ihn um Geleit nach den Klippen von Dover. Edgar ahnt, dass sein Vater sich in den Tod stürzen will, und führt ihn zu einer flachen Gegend, die er dem Blinden als tiefen Abgrund beschreibt. Da erscheint der wahnsinnige König Lear. Die beiden alten Männer klagen einander ihr schlimmes Schicksal. Ritter treffen ein, um Lear zu seiner Tochter Cordelia zu bringen. Gloucester würde Lears Wahnsinn seiner eigenen Situation vorziehen.
Szene 9. Das Britische Lager bei Dover. Vor der Schlacht mit den Franzosen versucht Regan, Edmund an sich zu binden. Edmund beruhigt sie damit, dass Goneril gemeinsam mit ihrem Mann gekommen sei. Albany hat erfahren, dass sich Lear ebenso wie viele unzufriedene Briten auf die Seite Cordelias geschlagen habe. Er selbst betrachtet sie und die anderen nicht als Feinde, sorgt sich aber wegen der Franzosen. Es kommt zum Streit zwischen den Schwestern. Edmund ist sich unschlüssig, welche der beiden seinen Plänen mehr nützen könne. Er liest einen Brief, in dem Goneril ihn auffordert, ihren Mann nach der Schlacht zu beseitigen und seine Stelle an ihrer Seite einzunehmen. Im Gegensatz zu Albany will er Lear und Cordelia keine Gnade zeigen. Wenig später beginnt die Schlacht.
Szene 10. Das Britische Lager. Die Briten haben gesiegt und Lear und Cordelia gefangen genommen. Die beiden sind wieder versöhnt, und Lear hat seinen Verstand wiedergefunden. Trotz ihrer Gefangenschaft sehen sie zuversichtlich in die Zukunft. Edmund und Albany streiten über den Umgang mit Lear und seiner Tochter. Regan ergreift Partei für „ihren Repräsentanten“ Edmund. Goneril wendet sich gegen sie. Nach einem Schwächeanfall zieht sich Regan zurück. Da erscheint ein Ritter, der seinen Namen nicht nennen will, und fordert den „Verräter“ Edmund zum Duell. Der kann nicht ablehnen und wird von dem Ritter geschlagen. Edmund zeigt für einen Moment Reue und gibt Albany Gonerils Brief mit dem Mordauftrag. Der Ritter gibt sich als sein Bruder Edgar zu erkennen. Beide sind bereit, sich zu versöhnen. Als sich Goneril jedoch auf Edmunds Seite stellt, um den Konflikt fortzusetzen, offenbart Albany ihre eigene Schuld anhand des Briefes. Sie flieht. Edgar informiert die anderen über den Tod seines Vaters Gloucester. Kurz darauf trifft die Nachricht von Gonerils Selbstmord ein, die vor ihrem Tod noch gestanden habe, ihre Schwester Regan vergiftet zu haben. Im Angesicht seines nahenden Todes gesteht Edmund, dass er Befehl gegeben habe, Lear und Cordelia zu töten. Er schickt seine Leute zum Schloss, um das zu verhindern. Dazu ist es jedoch zu spät. Lear betrauert bereits die tote Cordelia und stirbt anschließend gebrochenen Herzens an ihrer Seite. Der Narr kommentiert: „The weight of this sad time we must obey. Speak what we feel, not what we ought to say.“ (‚Laßt uns, der trüben Zeit gehorchend, klagen, nicht, was sich ziemt, nur, was wir fühlen, sagen.‘)

## Werkgeschichte
Kuningas Lear ist die sechste Oper des finnischen Komponisten Aulis Sallinen. Er komponierte sie im Auftrag der Finnischen Nationaloper Helsinki. Das Libretto stellte Sallinen aus Matti Rossis finnischer Übersetzung von William Shakespeares Schauspiel König Lear zusammen. Eine englische Übersetzung stammt von Philip Binham. Mit der Arbeit an dem Text begann Sallinen 1997, nach eigener Aussage „erst mit einer Kettensäge, dann mit einer Axt und schließlich mit einem Rasiermesser“, „um eine komplexe Geschichte so klar wie möglich und auf eine Weise zu erzählen, die stillere Momente anregt, die ihrerseits die Handlung vorantreiben“. Er strich mehrere Figuren, darunter den Duke of Burgundy und den Earl of Kent, und stärkte die Rolle des Narren, dem er einen neuen Prolog zuwies. Außerdem ergänzte er einen Chor und verband und verschob einzelne Szenen. Die Kernelemente der Vorlage blieben erhalten. Seiner Meinung nach stellen Übergänge wie diejenigen vom Leben zum Tod, von Macht zu Machtlosigkeit oder von Vernunft zu Wahnsinn den Hauptantrieb der Handlung dar. Um das Stück auf eine sinnvolle Länge zu bringen, entfernte er nach Möglichkeit die narrativen Bestandteile der Geschichte und konzentrierte sich auf die starken poetischen Szenen und „großen Gesang“. Da bereits früh feststand, dass für die Uraufführung mit Matti Salminen und Jorma Hynninen zwei herausragende Sänger zur Verfügung standen, konnte er die Musik entsprechend anlegen. Die einzelnen Teile der Komposition entstanden nicht in chronologischer Reihenfolge.
Die Uraufführung am 15. September 2000 in der Finnischen Nationaloper in Helsinki dirigierte Okko Kamu. Regie führte Kari Heiskanen, Markku Hakuri schuf Bühne und Kostüme, und Olli-Pekka Koivunen war für das Lichtdesign zuständig. Die Titelrolle sang Matti Salminen. Die weiteren Sänger waren Taina Piira (Goneril), Kirsi Tiihonen (Regan), Lilli Paasikivi (Cordelia), Jorma Hynninen (Gloucester), Jorma Silvasti (Edmund), Sauli Tiilikainen (Edgar), Peter Lindroos (Albany), Kai Pitkänen (Cornwall), Hannu Forsberg (France), Aki Alamikkotervo (Narr). Die Produktion erhielt große Aufmerksamkeit und wurde 2001 und 2002 erneut gezeigt. Es gab insgesamt Aufführungen.
Die deutsche Erstaufführung war am 8. September 2001 im Pfalztheater Kaiserslautern. Es handelt sich um eine Kooperation mit dem Theater Trier. Gespielt wurde eine deutsche Fassung von Karin Holzmann und Wolfgang Quetes nach einer Übersetzung von Gisbert Jänicke. Die Inszenierung stammte von Heinz Lukas-Kindermann, die Ausstattung von Susanne Thaler.

## Gestaltung

### Orchester
Die Orchesterbesetzung der Oper umfasst die folgenden Instrumente:
- Holzbläser: drei Flöten (3. auch Piccolo), drei Oboen, drei Klarinetten (3. auch Bassklarinette), drei Fagotte (3. auch Kontrafagott)
- Blechbläser: vier Hörner, drei Trompeten, drei Posaunen, Tuba
- Pauken, Schlagzeug (drei Spieler): drei hängende Becken (groß, mittel, klein), große Trommel, Militärtrommel, Side Drum, drei Tomtoms, Kastagnetten, Güiro, Tamburin, großes Tamtam, Peitsche, zwei Holzblöcke (hoch, tief), Triangel, Röhrenglocken, Glockenspiel, Marimba, Vibraphon
- Harfe
- Celesta
- Streicher

### Musik
Die Musiksprache in Kuningas Lear unterscheidet sich deutlich von derjenigen in Sallinens vorangegangenen Opern. Sallinen erläuterte in diesem Zusammenhang, dass „eine Oper eine Dienerin ihres Librettos“ sein müsse. Er gab daher der Melodie einen größeren Stellenwert als zuvor. Die Musik der Solisten dominiert jetzt (anders als beispielsweise in seiner Oper Ratsumies) über das Orchester. Da Sallinen die Musik auf eine tonale Basis stellte, wirkt die Oper gewissermaßen anachronistisch. Die auch als post-romantisch bezeichnete Tonsprache wird gelegentlich durch avantgardistischere Elemente durchbrochen.
Als einen der melodischen Höhepunkte führte Juhani Koivisto das Duett von Lear mit seiner Tochter Cordelia gegen Ende des zweiten Akts an, das fast wie ein konventionelles Liebesduett aufgebaut sei und ein mit dem Leitmotiv der Cordelia verwandtes Motiv verwendet. Die Leitmotiv-Technik setzte Sallinen bewusst ein, um Figuren und Situationen zu kennzeichnen. Die Themen verändern sich allerdings im Verlauf der Oper mit den Charakteren. Dies zeigt sich besonders deutlich in der Titelfigur. Während Lears Melodien zu Beginn noch mit Macht und Reichtum assoziiert sind, ist davon am Ende nichts mehr zu spüren. Die Melodie seiner Schlussworte reduziert sich auf einen Halbton und wechselt schließlich ins Gesprochene. Das Halbton-Intervall ist auch die musikalische Keimzelle der Oper. Sie dominiert die Musik vom Anfang bis zum Ende. Bereits der erste Auftritt des Narren beginnt mit einem absteigenden Halbton, und am Schluss sind im Halbtonabstand abwechselnde Molldreiklänge zu hören. Bemerkenswert ist der Einsatz des Solo-Violoncellos in der achten Szene, nachdem Lear den geblendeten Gloucester erkennt.

## Aufnahmen
- 23. September 2000 – Okko Kamu (Dirigent), Orchester und Chor der Finnischen Nationaloper Helsinki.
 Matti Salminen (König Lear), Taina Piira (Goneril), Kirsi Tiihonen (Regan), Lilli Paasikivi (Cordelia), Jorma Hynninen (Gloucester), Jorma Silvasti (Edmund), Sauli Tiilikainen (Edgar), Peter Lindroos (Albany), Kai Pitkänen (Cornwall), Hannu Forsberg (France), Aki Alamikkotervo (Narr).
 Live aus der Finnischen Nationaloper Helsinki; Besetzung der Uraufführung.[6]
- 2002 – Okko Kamu (Dirigent), Kari Heiskanen (Regie), Markku Hakuri (Bühne und Kostüme), Olli-Pekka Koivunen (Lichtdesign), Orchester und Chor der Finnischen Nationaloper Helsinki.
 Satu Vihavainen (Regan), sonstige Besetzung wie im Audiomitschnitt von 2000.
 Video; live aus der Finnischen Nationaloper Helsinki.
 Ondine ODV4010 (DVD).[9]